# Motif de liaison à l'ATP
Un motif de liaison à l'ATP est une séquence d'acides aminés présente sur des enzymes ou des sous-unités protéiques et permettant à ces dernières de se lier à l'ATP comme substrat afin de l'hydrolyser en ADP. On trouve de tels motifs sur un grand nombre de protéines,, mais aussi sur des ribozymes.
Le motif de liaison à l'ATP le plus courant des protéines est la boucle P (P-loop) ou motif A de Walker,. La similitude génétique et la distribution de ce type de motifs structurels sur un grand nombre de protéines différentes dénote un phénomène de microévolution par lequel un motif structurel efficace a été dupliqué sur les gènes de nombreuses autres protéines.
Des motifs de liaison à l'ATP sont présents sur les protéines nécessitant l'hydrolyse d'une molécule d'ATP pour fonctionner. On les retrouve sur des transporteurs membranaires, des sous-unités de microtubules, des protéines de flagelles et diverses enzymes hydrolytiques et protéolytiques.